# Eulenbis
Eulenbis település Németországban, Rajna-vidék-Pfalz tartományban. Lakosainak száma 502 fő (2023. december 31.).

## Népesség
A település népességének változása:
| Lakosok száma | 375  | 487  | 489  | 506  | 518  | 502  |
|               | 1975 | 2017 | 2019 | 2021 | 2022 | 2023 |